# Vindry-sur-Turdine
Vindry-sur-Turdine é uma comuna francesa na região administrativa de Auvérnia-Ródano-Alpes, no departamento do Ródano. Estende-se por uma área de 23.87 km². Em 2010 a comuna tinha 5 321 habitantes (densidade: 222,9 hab./km²).
Foi criada em 1 de janeiro de 2019, a partir da fusão das antigas comunas de Pontcharra-sur-Turdine (sede da comuna), Dareizé, Les Olmes e Saint-Loup.